# アニーシヤ・ブラーホヴァ
アニーシヤ・アレクサンドロヴナ・ブラーホヴァ（ロシア語: Анисья Александровна Булахова, ラテン文字転写: Anisiya Aleksandrovna Bulakhova、1832年1月8日（ユリウス暦1831年12月27日） - 1920年）は帝政ロシア時代のオペラ歌手（ソプラノ）。

## 概要
家族
有名な音楽家の一族であるブラーホフ家の一員で、夫はサンクトペテルブルク帝室劇場の第1テノールとして20年以上にわたり活躍したパーヴェル・ブラーホフ。義父はモスクワ・ボリショイ劇場で活躍したテノール歌手ピョートル・アレクサンドロヴィチ・ブラーホフ、義兄は作曲家で多くのロシア・ロマンスを遺したピョートル・パヴロヴィチ・ブラーホフ。
経歴
本姓はラヴレンティエヴァ（Лаврентьева）、芸名としてラヴロヴァ（Лаврова）を名乗る。1843年よりモスクワ演劇学校で音楽教育を受け、1849年にモスクワのペトロフスキー劇場でマイアベーアの『悪魔のロベール』のイザベル役でデビューする。1851年にサンクトペテルブルクに進出、ウェーバーの『魔弾の射手』のエンヒェンを歌い、まもなく帝室劇場のプリマドンナとなった。1854年に結婚、ダルゴムイシスキーの『ルサルカ』（1856年初演）では夫婦揃って主役級を演じた。ブラーホヴァは強い声ではなかったが、心地よい音色の持ち主であり、生き生きとした演技で観客を魅了したと言われる。
1872年に舞台を引退し、1920年に没した。